# Prebunking

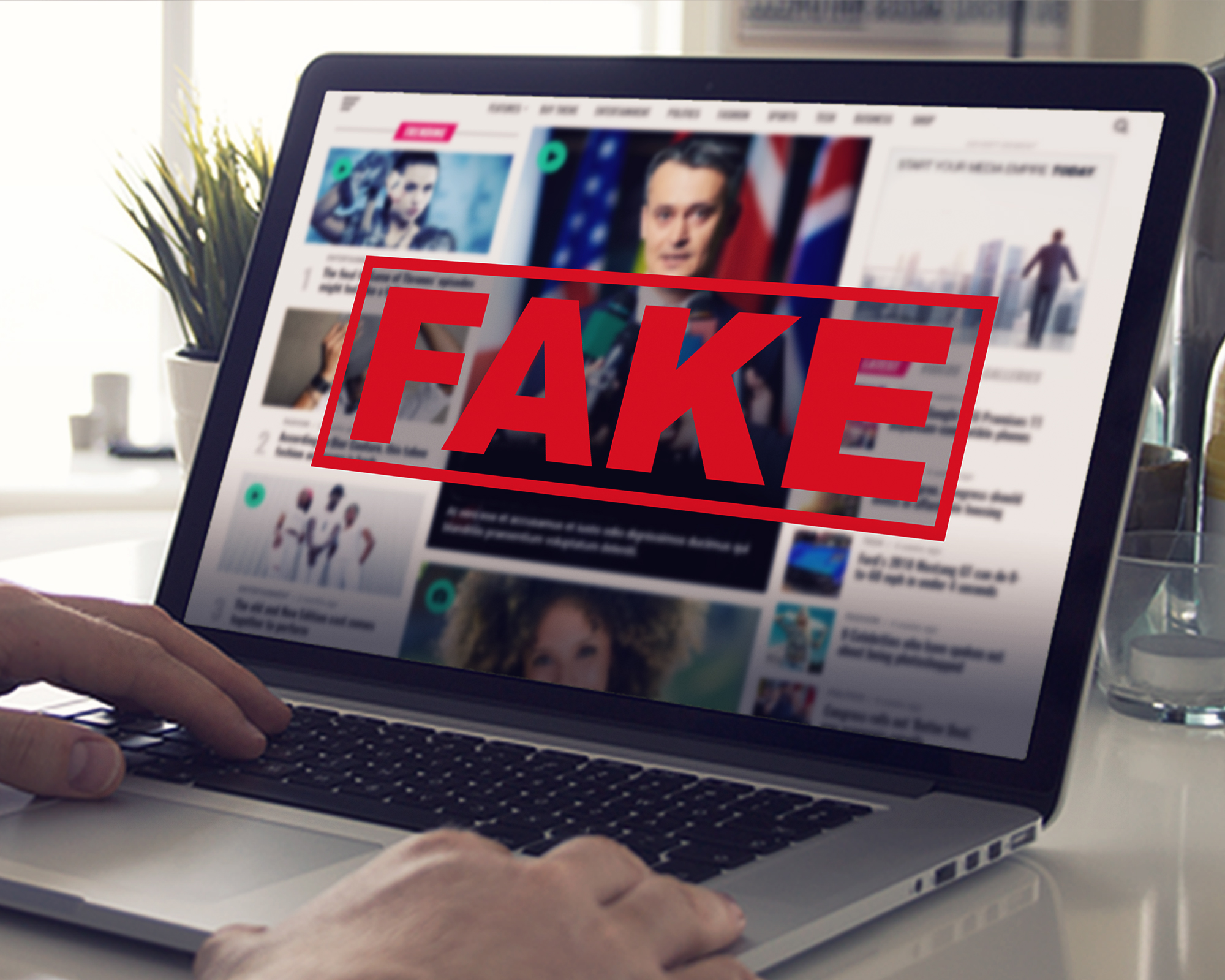
fake news

Prebunking je metoda prevence a edukace v oblasti mediální a informační gramotnosti.
Je založena na preventivním vyvracení fake news a dezinformací, čímž předchází jejich šíření. Jedná se o proces, kdy jsou uživatelé internetu seznámeni s pravdivými informacemi nebo dezinformačními technikami předtím, než jsou v online prostředí vystaveni manipulativnímu obsahu. Tím, že je prebunking předem upozornil na možné chyby a nedostatky ve lživých tvrzeních se zvýší pravděpodobnost, že mediálním manipulacím neuvěří.
Prebunking může být zaměňován s termínem debunking, který se ovšem zaměřuje na vyvracení dezinformací až poté, co byly šířeny.

## Teorie očkování (Inoculation theory)
Nejvíce využívanou a efektivní technikou prebunkingu je tzv. teorie očkování (v angličině Inoculation theory). Ta byla vyvinuta roku 1961 americkým psychologem Williamem Jamesem McGuirem, expertem na psychologii přesvědčování. Teorie je založena na podobnosti s očkováním: tvrdí, že lidé mohou vyvinout psychologickou odolnost proti budoucím pokusům o manipulaci tím, že jsou předem vystaveni "oslabené dávce" dezinformací. Původně se teorie zaměřovala na budování odolnosti proti konkrétním dezinformacím, jako účinnější se ovšem ukázalo zaměření na misinformační techniky a rétorické strategie, které se využívají k šíření dezinformací. Tím tato strategie poskytuje širokou odolnost proti zprávám nebo obsahu sociálních médií, které využívá jednu nebo více technik, proti nimž byl někdo „očkován“.

### Vyvracení misinformačních technik:
Prebunking se pomocí teorie očkování zaměřuje například na vyvracení konkrétních misinformačních či manipulativních technik a rétorických strategií, jako jsou:
- Napodobování – technika vydávání se za jinou osobu či organizaci, aby informace zněly věrohodně. [3]
- Emocionální manipulace – technika využívající silně emocionálně nabitých slov a výrazů, které vyvolají reakci [3]
- Polarizace společnosti – technika, při níž se zveličují již existující rozdíly mezi sociálními skupinami s cílem vytvořit pocit nepřátelství vůči druhé skupině. Tato strategie je často využívána politickými stranami. [3]
- Konspirace – Výklad události nebo situace, který se opírá o existenci spiknutí mocných skupin.[3]
- Argumentum ad hominem –  Argument, který diskutující využívá k vyvrácení oponentova tvrzení tím, že zdůrazňuje jeho názory, jednání nebo případné či domnělé nedostatky. Tím se snaží odvrátit pozornost od obsahu oponentova argumentu.[3]
- Falešné dilema – Argumentační klam, který vytváří zdání, že existují pouze dvě možnosti v situaci, kde ve skutečnosti možností může být více.[3]
- Falešná vyváženost – Prezentace debaty jako konfrontace dvou relativně vyvážených pohledů, přestože jeden z argumentů disponuje podstatně více důkazy pro svou podporu.[3]

## Prebunking a mediální gramotnost
Jedním z klíčových nástrojů v boji proti šíření dezinformací a fake news je vzdělávání v mediální a informační gramotnosti. Prebunking je metodou, která podporuje kritické myšlení a pomáhá jednotlivcům rozvíjet schopnost posuzovat kvalitu informací, které konzumují.
Jedním z úspěšných příkladů využívající prebunking je projekt Truth labs for Education. Jedná se o spolupráci univerzit Cambridge University, the University of Bristol a Googlu, konkrétně divize Jigsaw. Jde o sérii krátkých videí, které divákům představují manipulační techniky, se kterými se mohou v online prostředí setkat. Na stejném principu jsou založeny i online hry Bad News, Harmony Square a Go Viral!

## Problémy prebunkingu
I přes efektivitu prebunkingu existují výzvy spojené s jeho aplikací na širší publikum bez vhodné specifičnosti nebo kontextu, což může omezit dosah zprávy na cílené publikum.  Další komplikací je způsob komunikace s uživateli sociálních sítí, kde je obsah často zkracován, aby měl větší dosah. Přílišná zjednodušení informací o prebunkingu však mohou vést ke ztrátě účinnosti. Úspěch prebunkingu též závisí na specifikách použité platformy, protože různé sociální sítě mohou mít uživatelsky specifické dezinformační techniky. Prebunking může vyvolat i negativní reakce. 

## Budoucnost prebunkingu
V současné době probíhá neustálý výzkum a vývoj nových metod prebunkingu s cílem dosáhnout optimální účinnosti. Původní výzkum a aplikace prebunkingu byly primárně zaměřeny na USA a Evropu, nicméně současným cílem je jeho globální rozšíření. Výzkum se dále zaměřuje na zkoumání nových forem šíření, včetně audio formátů, a také na tradiční média, jako jsou televize a rádio. Tato diverzifikace by mohla oslovit i ty části populace, které nevyužívají internet a sociální média tak intenzivně, zejména starší generaci.